# Eurycope glabra
Eurycope glabra là một loài chân đều trong họ Munnopsidae. Loài này được Kensley miêu tả khoa học năm 1978.